# Воган, Дороти
До́роти Джин Джо́нсон Во́ган (англ. Dorothy Vaughan; 20 сентября 1910, Канзас-Сити, Миссури, США — 10 ноября 2008, Хамптон, Виргиния, США) — американский математик и вычислитель, работала в Национальном консультативном комитете по аэронавтике (НАКА) и НАСА в Лэнгли исследовательского центра в Хэмптоне в штате Виргиния. В 1949 году стала исполняющим обязанности руководителя расчётчиков Западного района, первой чернокожей женщиной, которая контролировала работников вычислительного центра.
Позже официально вступила в эту должность и возглавила секцию программирования отдела анализа и расчета (ACD) в Лэнгли. За свою 28-летнюю карьеру Воган готовилась к появлению компьютеров в начале 1960-х годов, обучая себя и своих сотрудников языку программирования Фортран. Позже она возглавила секцию программирования Отдела анализа и вычислений (ACD) в Лэнгли.
Воган — одна из женщин, фигурирующих в книге Марго Ли Шеттерли «Скрытые фигуры: история афроамериканских женщин, которые помогли выиграть космическую гонку» (2016). Книга была адаптирована под одноимённый биографический фильм, также вышедший в 2016 году.
В 2019 году Воган была посмертно удостоена Золотой медали Конгресса.

## Ранние годы
Дороти Воган родилась 20 сентября 1910 года, в Канзас-Сити, штат Миссури, дочь Леонарда и Энни Джонсон. В возрасте семи лет, её семья переехала в Моргантаун, штат Западная Виргиния, где окончила школу в 1925 году. Воган получила стипендию на полное обучение на конференции Западной Виргинии A.M.E. Съезд воскресной школы для поступления в Университет Уилберфорса в Уилберфорсе, штат Огайо. Она присоединилась к афроамериканскому студенческому объединению Альфа Каппа Альфа в Уилберфорсе и окончила его в 1929 году со степенью бакалавра по математике. В 1932 году вышла замуж за Говарда Вогана, который умер в 1955 году. Пара переехала в Ньюпорт-Ньюс, штат Виргиния, где у них родилось шестеро детей: Энн, Майда, Леонард, Кеннет, Майкл и Дональд. Семья также жила с богатыми и уважаемыми родителями, бабушкой и дедушкой Ховарда на Саут-Мейн-стрит в Ньюпорт-Ньюсе, штат Вирджиния. Воган была очень предана семье и церкви, и это сыграло огромную роль в том, переедет ли она в Хэмптон, штат Вирджиния, чтобы работать в НАСА.

## Карьера
Воган окончила Университет Уилберфорса в 1929 году. Несмотря на то, что профессора поощряли её поступить в аспирантуру в Университете Говарда, Воган работала учителем математики в средней школе Роберта Руссы Мотона в Фармвилле, штат Вирджиния, чтобы помогать своей семье во время Великой депрессии. В течение 14 лет её преподавательской карьеры государственные школы и другие учреждения Вирджинии всё ещё подвергались расовой сегрегации в соответствии с законами Джима Кроу.
В 1935 году NACA создала секцию женщин-математиков, выполнявших сложные вычисления. В 1941 году президент Франклин Д. Рузвельт издал Указ № 8802 о десегрегации оборонной промышленности и Указ № 9346 о прекращении расовой сегрегации и дискриминации при приёме на работу и продвижении по службе среди федеральных агентств и оборонных подрядчиков. Это помогло обеспечить участие всего американского общества в военных усилиях после того, как Соединённые Штаты вступили во Вторую мировую войну в 1941 году. Аэронавтика (NACA) также расширила набор сотрудников и увеличила набор женщин, в том числе цветных, для поддержки военного производства самолётов. Через два года после издания указов 8802 и 9346 Мемориальная аэронавтическая лаборатория Лэнгли (Исследовательский центр Лэнгли), подразделение NACA, начала нанимать больше чернокожих женщин, чтобы удовлетворить резко возросший спрос на обработку данных авиационных исследований. США считали, что войну можно выиграть в воздухе. Оно уже нарастило производство самолётов, создав большой спрос на инженеров, математиков, ремесленников и квалифицированных ремесленников.
В 1943 году Воган начала 28-летнюю карьеру математика и программиста в Исследовательском центре Лэнгли в Хэмптоне, штат Вирджиния, где она специализировалась на расчетах траекторий полета, Скаутском проекте и компьютерном программировании. Её карьера в этой области началась в разгар Второй мировой войны. Она пришла в Аэронавигационную лабораторию Мемориала Лэнгли, думая, что это будет временная военная работа. Один из её детей позже работал в NACA. Воган направили в Западное вычислительное подразделение, отдельное подразделение, состоящее только из афроамериканцев. Это произошло из-за действующих законов Джима Кроу, которые требовали, чтобы вновь принятые на работу афроамериканки работали отдельно от своих белых коллег-женщин. Они также были обязаны пользоваться отдельной столовой и ванной комнатой. Эта отдельная группа состояла из афроамериканских женщин, которые производили сложные математические расчёты вручную, используя инструменты того времени.
Компания West Computers внесла свой вклад во все области исследований в Лэнгли. В послевоенные годы их работа расширилась на поддержку исследований и разработок космической программы Соединённых Штатов, чему уделялось особое внимание при президенте Джоне Ф. Кеннеди. В 1949 году Воган была назначена исполняющей обязанности главы Компьютерного управления Западного региона, сменив на этом посту умершую белую женщину. Она была первым чернокожим руководителем в NACA и одной из немногих женщин-руководителей. Она возглавляла группу, состоящую исключительно из афроамериканских женщин-математиков. В течение многих лет она играла актёрскую роль, прежде чем её официально повысили до должности руководителя. Воган работала над созданием возможностей для женщин в West Computing, а также для женщин в других отделах.
Видя, что за компьютерами будущее, она обучала женщин языкам программирования и другим концепциям, чтобы подготовить их к переходу. Математик Кэтрин Джонсон первоначально была назначена в группу Воган, а затем была переведена в отдел лётной механики Лэнгли. Воган перешла в область электронных вычислений в 1961 году, после того как NACA представила в центре первые цифровые (нечеловеческие) компьютеры. Воган стала опытной в компьютерном программировании, выучила Фортран и научила ему своих коллег, чтобы подготовить их к переходу. Она внесла свой вклад в космическую программу, работая над программой ракеты-носителя Scout. Блог, описывающий её работу в НАСА, находится на веб-сайте группы Музея науки.
Воган продолжила работу после того, как в 1958 году было создано агентство-преемник НАСА. Когда NACA стало НАSА, отдельные объекты, включая офис West Computing, были упразднены. В интервью 1994 года Воган вспоминала, что работа в Лэнгли во время космической гонки ощущалась как «на острие чего-то очень захватывающего». Что касается того, что она была афроамериканкой в то время в Лэнгли, она заметила: «Я изменила то, что могла, а то, что не могла, я вынесла». Воган работала в отделе численных методов до 1960-х годов. Дороти Воган и многие из бывших сотрудников West Computers присоединились к новому отделу анализа и вычислений (ACD), расово и гендерно-интегрированной группе, стоящей на переднем крае электронных вычислений. Она проработала в НАСА-Лэнгли 28 лет.
Во время своей карьеры в Лэнгли Воган также воспитывала шестерых детей, один из которых позже также работал в НАСА-Лэнгли. Воган жила в Ньюпорт-Ньюсе, штат Виргиния, и добиралась на работу в Хамптон на общественном транспорте.

## Последние годы
Воган хотела продолжить работу на другой руководящей должности в НАСА, но так и не получила предложения. Она ушла из НАСА в 1971 году в возрасте 61 года. В последние годы своей жизни работала с математиками Кэтрин Джонсон и Мэри Джексон над запуском астронавта Джона Гленна на орбиту. Она умерла 10 ноября 2008 года в возрасте 98 лет. Воган была членом афро-американского женского общества Альфа Каппа Альфа. Она была активным членом Африканской методистской епископальной церкви, где участвовала в музыкальной и миссионерской деятельности. Она также написала песню под названием «Math».
На момент кончины у неё остались четверо из шести детей, десять внуков и четырнадцать правнуков.

## Память
В 2016 году вышла в свет книга Марго Ли Шеттерли «Скрытые фигуры», посвящённая Дороти Воган и другим темнокожим женщинам, работавшим в НАСА в 1960-е годы и вынужденным бороться за свои права. В том же году режиссёром Тедом Мелфи был снят одноимённый фильм, где роль Дороти исполнила Октавия Спенсер. Фильм получил высокие оценки критиков и зрителей, а также три номинации на премию «Оскар».
Воган была первой уважаемой чернокожей женщиной-менеджером в НАСА, создав тем самым долгосрочное наследие разнообразия в математике и естественных науках для компании West Area Computers. Будучи одной из первых женщин-программистов в этой области, которая знала, как программировать на FORTRAN, она смогла обучать других чернокожих женщин языку программирования и стимулировала волну женщин-программистов, которые интегрировали свою работу в системы НАСА.
В 2005 году под именем Дороти Воган был создан стипендиальный фонд Салемского общественного фонда для дальнейшего музыкального обучения в Салемском музыкальном учебном клубе.
В 2016 году вышла в свет книга Марго Ли Шеттерли «Скрытые фигуры», посвящённая Дороти Воган и другим темнокожим женщинам, работавшим в НАСА в 1960-е годы и вынужденным бороться за свои права. В том же году режиссёром Тедом Мелфи был снят одноимённый фильм, где роль Дороти исполнила Октавия Спенсер. Фильм получил высокие оценки критиков и зрителей, а также три номинации на премию «Оскар».
Технологическая академия Дороти Дж. Воган открылась в Шарлотте, Северная Каролина, в августе 2017 года. Эта школа вдохновлена «лидерством, инновациями, творчеством, любознательностью и любовью к обучению» Воган. Школа является членом Ассоциации магнитных школ Америки.
В 2019 году Воган был награждён Золотой медалью Конгресса. Также в 2019 году в её честь был назван кратер Воган на обратной стороне Луны.
6 ноября 2020 года в космос был запущен спутник, названный в её честь (СuSat 12 или «Дороти», COSPAR 2020-079D серии СuSat).
Личная Библия Воган и пенсионное удостоверение НАСА выставлены на выставке Библейского музея «Писания и наука: Наша Вселенная, Мы сами, Наше место». Африканская методистская епископальная церковь также вручила ей награду за заслуги.
Северо-Центральный университет предоставляет стипендию в честь Дороти Воган для студентов BIPOC и/или студенток.

## Награды
- 1925: Средняя школа Бичёрста — выступление с прощальным словом в классе
- 1925: Конференция AME в Западной Вирджинии. Съезд воскресной школы — полная стипендия на обучение.
- 1929: Университет Уилберфорса — выпускник-математик с отличием.
- 1949—1958: Глава отдельного западного вычислительного подразделения Национального консультативного комитета по аэронавтике (NACA).
- 16 октября 2019 года: в её честь назван лунный кратер[27]. Это имя было выбрано учёным-планетологом Райаном Н. Уоткинсом и её учеником и представлено в день, когда Дороти Воган исполнилось бы 109 лет[28].
- 8 ноября 2019 года: Золотая медаль Конгресса[6].
- 6 ноября 2020 года: в космос был запущен спутник, названный в честь Дороти Воган.